# Dasmosmilia lymani
Dasmosmilia lymani är en korallart som först beskrevs av Pourtalès 1871.  Dasmosmilia lymani ingår i släktet Dasmosmilia och familjen Caryophylliidae. Inga underarter finns listade i Catalogue of Life.